# ديكلان دونيلان
ديكلان دونيلان (بالإنجليزية: Declan Donnellan)‏ هو مخرج بريطاني، ولد في 4 أغسطس 1953 في مانشستر في المملكة المتحدة.

## وصلات خارجية
- ديكلان دونيلان على موقع IMDb (الإنجليزية)
- ديكلان دونيلان على موقع ألو سيني (الفرنسية)
- ديكلان دونيلان على موقع أول موفي (الإنجليزية)
- ديكلان دونيلان على موقع قاعدة بيانات برودواي على الإنترنت (الإنجليزية)
- ديكلان دونيلان على موقع قاعدة بيانات الفيلم (الإنجليزية)
- ديكلان دونيلان على موقع كينوبويسك (الروسية)